# ماساتو ماتشي
ماساتو ماتشي عاش من الـ 8 من شهر مايو عام 1923  - الـ 17 من شهر أكتوبر عام 2006  ) كان ماساتو ماتشي سياسي ياباني وأيضا عمدة مدينة ميزورو في محافظة كيوتو اليابانية. من عام 1979 إلى عام 1995 ، شغل ماساتو ماتشي منصب رئيس بلدية مدينة ميزورو لمدة 16 عامًا.